# Psilocibinske gljive
Psilocibinske gljive su gljive koje u sebi sadrže psihoaktivne spojeve psilocin i psilocibin. Poznate su pod popularnim nazivom "čarobne gljive" te se smatraju psihodeličnom drogom. Prvenstveno je riječ o gljivama iz roda Psilocybe, iako iste spojeve u manjoj mjeri sadrže i neke gljive iz rodova Panaeolus, Copelandia, Gymnopilus i drugih. Neke od najpoznatijih psilocibinskih gljiva su Psilocybe Cubensis (najčešće kultivirana i konzumirana), Psilocybe Semilanceata (veoma male gljive iz hladnijih predjela), Psilocybe Azurescens (vjerojatno najpotentnije) i Psilocybe Cyanescens. 
Uz psilocin i psilocibin, neke gljive sadrže i druge triptamine iako u daleko manjim količinama. 
Kultiviranje, distribucija i posjedovanje psilocibinskih gljiva je u većini zapadnih država na neki način regulirano. U pojedinim eurposkim državama posjedovanje i osobna konzumacija legalni su ili dekriminalizirani, dok se drugdje, pa i u Hrvatskoj, tretiraju kao prekršaj. Psilocin i Psilocibin međunarodno su zabranjeni UN-ovom "Konvencijom o psihotropnim supstancijama" iz 1971. godine.

## Povijest
Gljive iz roda Psilocybe imaju bogatu povijest uporabe u Srednjoj i Južnoj Americi, gdje su korištene u šamanskim obredima u religiozne i medicinske svrhe. Pronađene su brojne statue i crteži s motivima gljiva i mnogi stručnjaci smatraju da je riječ o psilocibinskim gljivama. Astecima su bile poznate kao teonanácatl , u prijevodu "gljiva bogova". 
Psilocibinske gljive zapadnom su svijetu otkrivene Richard Evans Schultesovim ekspedicijama u Južnu Ameriku u četrdesetim i Gordon Wassonovim ekspedicijama u pedesetim godinama dvadesetog stoljeća. Schultes je prvi identificirao i klasificirao većinu južnoameričkih psihoaktivnih biljaka i gljiva, pa tako i Psilocybe, dok je Wasson sa svojom ženom bio prvi zapadnjak koji je sudjelovao u domorodačkom obredu uz korištenje gljiva. Albert Hofmann, izumitelj LSD-a, prvi je identificirao i izolirao psilocibin i psilocin kao aktivne sastojke tih gljiva. Hofmann je prvi uspio i sintetizirati psilocibin u laboratoriju.
Timothy Leary, profesor na Harvardskom sveučilištu, zainteresirao se za gljive te otputovao u Meksiko iskusiti ih. Pri povratku započeo je Harvardski psilocibinski projekt gdje je istraživao psihološke i spiritualne učinke psilocibina administrirajući ga dobrovoljnim studentima. Nakon što je zbog toga otpušten sa sveučilišta, posvetio se masovnom promoviranju psihodeličnog iskustva. To je na kraju dovelo do zabrane LSD-a te potom i drugih psihodeličnih droga početkom sedamdesetih godina dvadesetog stoljeća, uključujući psilocibin i psilocin. 
Šamanska primjena i danas se odvija u nekim područjima Srednje i Južne Amerike, a u Nizozemskoj gljive su se mogle legalno kupiti u specijaliziranim trgovinama uz druge psihoaktivne biljke, od 1. prosinca 2008. godine prodaja i posjedovanje psilocibinskih gljiva u Nizozemskoj zakonski je zabranjeno

## Primjena
Uglavnom se koriste kao rekreacijska droga te u spiritualne, spoznajne i transcendencijske svrhe. Suhe (ili rjeđe svježe) gljive se konzumiraju oralno, iako je i rektalna primjena moguća, doduše mnogo rjeđa u praksi. U slučaju najviše korištene Psilocybe Cubensis, slabom se dozom smatra 1-2.5 grama, 3.5 grama uobičajena je srednje jaka doza s kojom se puni efekti gljiva mogu osjetiti, dok su doze od 5 do 7 grama i više jake doze od kojih konzument obično gubi vezu sa stvarnošću. 
Neki neinformirani korisnici u zabludi pokušaju pušiti gljive, no taj način rezultira neuspjehom jer se psilocibin i psilocin raspadaju na visokim temperaturama. Mnogi uz gljive konzumiraju i marihuanu jer ona otkloni mučninu nakon konzumacije gljiva, dok neki korisnici konzumiraju gljive s Ecstasyem (MDMA) koji učini iskustvo pozitivnijim. Pojedine osobe udišu didušikov oksid (N2O) na vrhuncu djelovanja koji na nekoliko minuta učini vrhunac još intenzivnijim.
Prije prohibicije, psilocibin se uz druge psihodelike proučavao kao potencijalan lijek protiv alkoholizma i ovisnosti o narkoticima. MAPS (Multidisciplinary Association for Psychedelic Studies) je 2001. godine u SAD-u dobio dopuštenje za istraživanje djelotvornosti psilocibina kao lijeka za opsesivno-kompulzivni poremećaj, te je 2006. godine istraživanje došlo do zaključka da psilocibin otklanja simptome opsesivno-kompulzivnog poremećaja u trajanju od nekoliko dana nakon administracije.
Danas je uz neke druge 5-HT2A psihodelike neslužben ali prektički dokazan lijek protiv cluster glavobolja.

## Psihološki učinci
Psihoaktivni učinci traju od 2 do 7 sati. Subjektivni učinci veoma variraju od osobe do osobe i kao u svih psihodeličnih droga set i setting igraju presudnu ulogu. Učinci variraju i od količine i vrste konzumiranih gljiva, te od individualnog metabolizma osobe. Psilocybin se smatra enteogenom jer može pružiti intenzivna spiritualna/religijska iskustva. 
Subjektivni učinci mogu uključivati euforiju, osjećaj spoznaje ili novo otkrivene istine, osjećaj povezanosti sa svijetom i prirodom, povećanu inspiraciju i kreativnost, (nekontroliran) smijeh, duboku introspekciju i osjećaj nadjezične komunikacije s okolinom. Dosadne i obične situacije ili predmeti mogu postati zanimljivi i fascinantni. Halucinacije iza zatvorenih i otvorenih očiju su uobičajene te uvelike variraju o dozi, boje se čine svjetlije. Način razmišljanja je obično mnogo slobodniji, misli teku mnogo brže, no može se dogoditi i "thought loop" - ponavljanje iste misli ili više misli isponova u krug. Koncentracija na specifične zadatke gotovo je nemoguća, a percepcija vremena obično je promijenjena, minute se mogu činiti satima. U velikim količinama osoba može doživiti potpunu odsječenost od stvarnosti i gubitak ega.
U slučaju lošeg tripa, ugodni osjećaji mogu biti zamijenjeni neugodnima poput paranoje, straha i anksioznosti. 
Velik broj ljudi koji su i samo jednom konzumirali psilocibinske gljive tvrde da im je to iskustvo uvelike promijenilo pogled na život. Vjerojatno najpoznatije istraživanje subjektivnog učinka psilocibina bilo je istraživanje na Johns Hopkins sveučilištu u SAD-u 2006. godine. Istraživanje se provelo na 36 ispitanika koji nikad prije nisu iskusili psilocibin. Neki od ispitanika dobili su psilocibin, dok je kontrolna grupa dobila stimulant metilfenidat koji je koristio kao placebo. Prema rezultatima popratne ankete, 61% ispitanika koji su dobili psilocibin doživjeli su "potpuno mistično iskustvo", dok je isto iskustvo doživjelo samo 13% grupe koja je dobila metilfenidat. Oko 36% ispitanika koji su dobili psilocibin također su imali jak osjećaj straha (loš trip) barem jednom tijekom iskustva, dok se 13% izjasnilo da je strah dominirao cijelim iskustvom. Dva mjeseca poslije, 79% ispitanika koji su dobili psilocibin izjasnili su da osjećaju umjereno do jako povećano životno zadovoljstvo i osjećaj općenite pozitivnosti.

## Fizički učinci
Fizički učinci mogu uključivati proširene zjenice očiju, osjećaj umornosti i utrnutosti tijela, blagu mučninu neposredno poslije konzumacije, osjećaj hladnoće u udovima te podrigivanje i plinove. Neke osobe mogu imati glavobolju neposredno poslije iskustva koja traje do jedan dan. Mučnina nakon konzumacije ponekad može dovesti do povraćanja, no to nije uobičajeno.  
Psilocibin se u jetri metabolizira u psilocin, koji potom djeluje halucinogeno. Tijelo stvara veliku toleranciju protiv psilocibina pa ponovno konzumiranje gljiva dan nakon prvog konzumiranja rezultira puno slabijim efektom. Potrebno je pričekati 4-7 dana da se tolerancija spusti. Farmakološki, glavna metoda djelovanja psilocina jest agonizirajući 5-HT2A receptor serotonina.

## Opasnosti i ovisnost
Psilocibin i psilocin su veoma ne-toksični. Uobičajena je dezinformacija da ove substance čine štetu na mozgu. Prema listi toksičnih substanci Centra za kontrolu bolesti SAD-a (Center for Disease Control) psilocibin je manje toksičan od aspirina. 
Najveća opasnost za osobu pod utjecajem psilocibinskih gljiva jest ta osoba sama sebi. Preporuča se da uz osobu pod utjecajem bude druga trijezna osoba, takozvani "trip sitter", netko kome osoba pod utjecajem vjeruje i uz koga se osjeća sigurno, te netko tko i sam ima iskustva s gljivama i s ljudima pod utjecajem gljiva. 
Ta je osoba potrebna, pogotovo onima koji prvi put uzimaju gljive, jer se osoba pod utjecajem može ponašati nepredvidljivo, mogu joj se razne neracionalne misli činiti potpuno logičnima i mogu se naći u raznim opasnim situacijama. Još jedna važna uloga trip sittera jest pomoći i utješiti osobu pod utjecajem ako padne u loš trip, objasnit joj (kolko je moguće) da je pod utjecajem gljiva, da je sve u redu te da će iskustvo doći kraju.
Ipak, koliko god stereotip "skakanja kroz prozor" pod utjecajem gljiva i drugih psihodelika bio raširen u javnosti, u stvarnosti su smrt ili teške ozljede zadobivene pod utjecajem psilocibinskih gljiva iznimno rijetke, i uglavnom je stradala osoba imala još neku psihoaktivnu substancu u krvi, obično alkohol. No i izolirani incidenti bili su dovoljni za prohibiciju gljiva u nekim državama. Tako su u Irskoj nakon što je mladić na zabavi skočio u smrt kroz prozor pod utjecajem gljiva 2005. godine tamo ubrzo zabranjene. Velika bura podigla se i u Nizozemskoj 2007. godine kad je sedamnaestogodišnjakinja skočila s mosta pod utjecajem psilocibinskih gljiva i alkohola. Broj takvih incidenata beznačajan je u usporedbi s brojem incidenata pod utjecajem alkohola.
Psilocibinske je gljive kao i druge psihodelične droge opasno konzumirati za osobe s genetskim predispozicijama za shizofreniju jer bi iskustvo moglo potaknuti razvoj te bolesti.
Neki rijetki korisnici miješaju gljive s MAO inhibitorima koji im produljuju psihoaktivno djelovanje. Iako u umjerenoj količini nisu opasni sa psilocibinskim gljivama, MAO inhibitore smrtno je opasno mješati s nekim drugim psihoaktivnim substancama, pa čak i s nekom hranom. Konzumiranje gljiva uz alkohol smatra se lošom idejom. 
Kao i u nekih drugih psihodelika, nakon duže konzumacije gljiva ili traumatičnog iskustva na njima mogu se pojaviti takozvani "flashbackovi", gdje se osoba na trenutak vrati u stanje tripa iako nije pod utjecajem gljiva. Flashbackovi su uglavnom vrlo rijetki i nisu trajni. Uglavnom nestanu nakon par dana do par mjeseci, no u rijetkim slučajevima mogu ostati i nekoliko godina.
Nešto više uobičajen, ali također ne čest, jest HPPD (Hallucinogen persisting perception disorder), koji se može pojaviti nakon dugotrajne konzumacije psihodeličnih droga, ili nakon pojedinačnog ali intenzivnog i nerijetko negativnog iskustva. Riječ je o poremećaju gdje se osobi u vidnom polju pojavljuju elementi nekih halucinacija koje je doživjela pod utjecajem psihodelične droge. Osoba može vidjeti određene uzorke ili joj se boje mogu činiti svjetlijima. HPPD također u većini slučajeva traje od par dana do rjeđe par mjeseci, no također u nekim slučajevima mođe ostati godinama. No HPPD je rijetko toliko intenzivan da negativno utječe na opće funkcioniranje osobe, te se većina ljudi s HPPD-om navikne i prilagodi te dalje živi normalno s njime dok ne nestane. Neki smatraju HPPD pozitivnim dodatkom umjesto neželjenom smetnjom.
Niti jedan od aktivnih spojeva u psilocibinskim gljivama ne stvara fizičku ovisnost, a ni psihološka ovisnost nije uobičajena.